# ハインリヒ・リッケルト

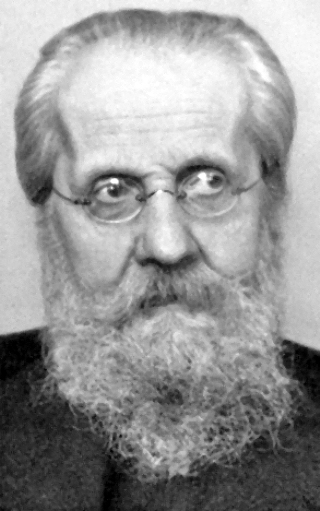
ハインリヒ・リッケルト

ハインリヒ・ヨーン・リッケルト（Heinrich John Rickert、1863年5月25日 - 1936年7月25日）は、ドイツの哲学者。新カント派・西南ドイツ学派（バーデン学派）の代表的な人物として知られる。

## 生涯
ダンツィヒで雑誌編集者で国民自由党の政治家である父の息子として生まれる。ダンツィヒとベルリンで学び、ベルリン大学に入学。美術史家のヘルマン・グリムや哲学者フリードリッヒ・パウルゼンの講義を聴く。特にパウルゼン(ポールセン)の講義はリッケルトに哲学を専攻させる決意をさせた。1885年にシュトラースブルク大学へ移り、ヴィルヘルム・ヴィンデルバントらの講義を聞く。さらにチューリッヒでリヒャルト・アヴェナリウスを知るようになった。1888年にヴィンデルバントの主査によって『定義論』 (Zur Lehre von der Definition.) で博士号を取得。
その後、1889年に健康上の理由でフライブルクへ移り、1891年に『認識の対象』を執筆。フライブルク大学の私講師・員外教授を経て、1896年に正教授になる。
1915年にはヴィンデルバントの後継としてハイデルベルク大学教授に就任。エトムント・フッサールがフライブルク大学の講座を継いだ。
ハイデルベルク大学の同僚には、ハンス・ドリーシュ、カール・ヤスパース、ハインリヒ・マイヤー、マックス・ヴェーバーらがいた。1932年に大学を退職。1936年にハイデルベルクにて没した（享年73歳）。

## 思想
リッケルトにとって、対象の認識とは、ある主語(非合理的内容)と述語(合理的形式)とを結合させることであって、その判断には価値が働くことになる。すなわち、認識とは、多様な現実の中から知るに値するものだけを選択して把握するものである。リッケルトはこれを価値判断と呼び、自身の価値哲学(Wertphilosophie)を展開した。
また、この価値哲学の視点から、リッケルトは、自然科学が絶えず反復される一般的法則だけを把握しようとするのに対して、歴史諸科学は、政治・経済・芸術などの文化価値からみて重要な個性的特徴だけを把握するものであると主張し、後者に「文化科学」の名を与えた。師ヴィルヘルム・ヴィンデルバントの思想を発展させたこの「価値関係的」な文化哲学の立場からリッケルトは認識論の検討を行い、その後のドイツ歴史学に哲学的基礎づけを与えることになった。

## 著作
- Sämtliche Werke, herausgegeben von Rainer A. Bast. 11 Bde. Berlin: De Gruyter 2018ff.
- Zur Lehre von der Definition, Tübingen 1888
- Der Gegenstand der Erkenntnis: ein Beitrag zum Problem der philosophischen Transcendenz, Freiburg 1892 ; Der Gegenstand der Erkenntnis. Einführung in die Transzendentalphilosophie. 3. völlig umgearb. u. erw. Aufl. Tübingen 1915.
- Die Grenzen der naturwissenschaftlichen Begriffsbildung, Eine logische Einleitung in die historischen Wissenschaften, Freiburg 1896, Online Archive, 5. Aufl. Tübingen 1929 (Nachdruck Hildesheim 2007)
- Kulturwissenschaft und Naturwissenschaft, Freiburg 1899, Online Archive, Digitalisat; Neuauflagen: Stuttgart 1986 sowie Celtis Verlag, Berlin 2013, ISBN 978-3-944253-00-8
- Wilhelm Windelband, Tübingen 1915
- Die Philosophie des Lebens. Darstellung und Kritik der philosophischen Modeströmungen unserer Zeit, Tübingen 1920; 2. Aufl. 1922, Online Archive
- System der Philosophie, Erster Teil: Allgemeine Grundlegung der Philosophie, Tübingen 1921
- Die philosophischen Grundlagen von Fichtes Sozialismus, in: Logos XI (1922/23), S. 148–180
- Die Probleme der Geschichtsphilosophie. Eine Einführung, Heidelberg 1924; Neuauflage: Celtis Verlag, Berlin 2013, ISBN 978-3-944253-01-5
- Kant als Philosoph der modernen Kultur. Ein geschichtsphilosophischer Versuch, J.C.B. Mohr (Paul Siebeck), Tübingen 1924.
- Über die Welt der Erfahrung, München 1927
- Die Logik des Prädikats und das Problem der Ontologie, Heidelberg 1930
- Die Heidelberger Tradition in der Deutschen Philosophie, Tübingen 1931
- Goethes Faust. Die dramatische Einheit der Dichtung, J.C.B. Mohr (Paul Siebeck), Tübingen 1932.
- Grundprobleme der Philosophie. Methodologie, Ontologie, Anthropologie, J.C.B. Mohr (Paul Siebeck), Tübingen 1934.
- Unmittelbarkeit und Sinndeutung, Aufsätze zur Ausgestaltung des Systems der Philosophie, Tübingen 1939
- Philosophische Aufsätze, herausgegeben von Rainer A. Bast, Tübingen 1999 (mit ausführlichem Literaturverzeichnis)

## 日本語訳
戦前
- リッカート著・錦田義富訳「文化科学と自然科学」『京都法学会雑誌』8巻8号-9巻5号（大正2-3年）
- リッケルト著・宮本和吉訳「認識論の二つの道」『哲学雑誌』344-354号（大正4年10月-大正5年8月）
- リッケルト著・中川得立訳『認識の対象』岩波書店、大正5年
- リッカート著・佐竹哲雄訳『文化科学と自然科学』大村書店、大正11年
- リッカート著・坂崎侃訳『哲学の概念』大村書店、大正11年
- リッケルト著・田辺重三訳『歴史哲学』大村書店、大正11年
- リッケルト「ゲェテのファウストと理想主義——雑誌『改造』のために」『改造』4巻4号（大正11年４月）
- リッケルト「フィヒテの社会主義の哲学的基礎」『改造』4巻6号（大正11年6月）
- リッケルト「近代の科学と希臘の哲学——雑誌『改造』のために」『改造』4巻11号（大正11年11月）
- リッケルト著・小川義章訳『生の哲学』改造社、大正12年
- リッケルト「フィヒテの哲学に於ける倫理的個性主義と経済的社会主義」『改造』5巻5号（大正12年5月）
- リッケルト「学術の生命」『改造』6巻1号（大正13年1月）
- リッケルト「如何にして国家学は学として可能なるか——フィヒテ及びヘーゲルに関する一研究」『改造』7巻1号（大正14年1月）
- リッケルト著・大江清一訳『現代文化の哲人としてのカント』理想社、昭和3年
- リッケルト著・改造社編輯局訳『論文集』改造社、昭和4年
- リッケルト著・眞下信一訳『フィヒテの無神論論争とカント哲学』岩波書店、昭和5年
- リッケルト著・伊藤謹一郎訳『一者、統一および一』岩波書店、昭和6年
- リッケルト著・杉正俊訳『ヴィルヘルム・ヴィンデルバント』岩波書店、昭和6年
- リッケルト著・山本泰教訳『歴史哲学』春秋社、昭和6年
- リッケルト著・湯浅誠之助訳『哲学の根本問題』理想社、昭和13年
- リッケルト『認識の対象』改訳版、山内得立訳、岩波文庫、昭和13年、復刊 1988(昭和63)年、2014(平成26)年
- リッケルト『文化科学と自然科学』佐竹哲雄・豊川昇 訳、岩波文庫、昭和14年、復刊 2002（平成14）年ほか

戦後～21世紀
- ハインリッヒ・リッケルト『現代文化の哲人カント』三井善止・大江精志郎訳、理想社、1981(昭和56)年
- マルティン・ハイデッガーと『ハイデッガー＝リッカート往復書簡  1912-1933』アルフレート・デンカー編　渡辺和典訳、知泉書館・知泉学術叢書、2025(令和7)年